# Pablo Pasache
Pablo Pasache (1º febbraio 1915 – 1990) è stato un calciatore peruviano, di ruolo centrocampista.

## Carriera

### Club
Ha giocato nella prima divisione peruviana.

### Nazionale
Ha giocato sia per la nazionale peruviana (con cui ha vinto la Coppa America 1939) che per quella cilena.

## Palmarès

### Club

#### Competizioni nazionali
- Campionato peruviano: 2

Universitario: 1945, 1946